# فیرهال
فیرهال (به لاتین: Fairhall) یک شهر در نیوزیلند است که در منطقه مارلبورو واقع شده‌است.